# Eurycorypha cereris
Eurycorypha cereris är en insektsart som först beskrevs av Carl Stål 1857.  Eurycorypha cereris ingår i släktet Eurycorypha och familjen vårtbitare. Inga underarter finns listade i Catalogue of Life.